# フェイト・トンプソンの定理
数学において、フェイト・トンプソンの定理（奇数位数定理とも呼ばれる）は、奇数位数の有限群はすべて可解群であることを述べている。この定理は1960年代初頭にウォルター・フェイトとジョン・グリッグス・トンプソンによって証明された。

## 歴史
20世紀初頭、ウィリアム・バーンサイドは、すべての非可換有限単純群は偶数位数を持つと予想した。リチャード・ブラウアーは、ブラウアー・ファウラーの定理が、与えられた対合の中心化群を持つ有限単純群は有限個しか存在しないことを示していることから、単純群の対合の中心化群を有限単純群の分類の基礎として用いることを提案した。奇数位数の群には対合がないので、ブラウアーのプログラムを実行するには、まず非巡回有限単純群が奇数位数を持たないことを示す必要がある。これは、奇数位数群が可解であることを示すことと等価であり、フェイトとトンプソンが証明した通りである。
バーンサイド予想への取り組みは、CA群を研究していた鈴木通夫によって開始された。CA群とは、すべての非自明元の中心化群がアーベル群となる群である。彼は先駆的な論文で、奇数位数のCA群はすべて可解であることを示した。（彼は後に、すべての単純CA群、そしてより一般に、任意の対合の中心化群が正規2-シロー部分群を持つようなすべての単純群を分類し、その過程で、見落とされていたリー型単純群の族を発見した。これらは現在では鈴木群と呼ばれている。）
フェイト、トンプソン、マーシャル・ホールは、鈴木の研究をCN群の族へと拡張した。CN群とは、すべての非自明元の中心化群が冪零となる群である。彼らは、奇数位数のCN群はすべて可解であることを示した。彼らの証明は鈴木の証明と類似している。その証明は約17ページにも及び、当時としては群論の証明としては非常に長いと考えられていた。
フェイト・トンプソンの定理は、この過程における次のステップと考えることができる。彼らは、奇数位数の非巡回単純群で、すべての真部分群が可解なものは存在しないことを示した。これは、すべての奇数位数の有限群が可解であることを証明している。なぜなら、最小の反例は、すべての真部分群が可解となるような単純群でなければならないからである。証明はCA定理やCN定理と同じ概要に従っているが、詳細ははるかに複雑である。最終的な論文は255ページで、パシフィック・ジャーナル・オブ・マスマティクスの第13巻第3号全体を占めた。

## 証明の重要性
すべての非可換単純群には対合が存在することから、フェイト・トンプソンの定理は、対合の中心化群を用いた有限単純群の分類が可能であるかもしれないことを示した。彼らが証明に導入した多くの手法、特に局所解析の考え方は、分類に用いられるツールへと発展した。おそらく、この証明の最も革新的な側面はその長さであった。フェイト・トンプソンの論文以前は、群論における議論は数ページを超えるものはほとんどなく、ほとんどが1日で読むことができた。群論の研究者たちがそのような長い議論が可能であることを認識すると、数百ページに及ぶ一連の論文が発表されるようになった。これらの中には、フェイト・トンプソンの論文さえも凌駕するものもあった。 
ミハエル・アッシュバッハーとスティーブン・D・スミスによる準薄群に関する論文は 1,221 ページに渡る。

## 証明の改訂
多くの数学者が、元のフェイト・トンプソンの証明の一部を簡略化してきた。しかし、これらの改善はすべて、ある意味では局所的なものである：議論の全体的な構造は依然として同じであるが、議論の細部の一部が簡略化されている。
簡略化された証明が 2 冊の本で出版されている: Bender & Glauberman (1994) は 指標理論以外のすべてをカバーし、 Peterfalvi (2000) は指標理論をカバーしている。 この改訂された証明は依然として非常に難しく、元の証明よりも長くなっているが、よりゆったりとした形式で書かれている。
完全に形式化された証明は、Rocq証明支援システムによって検証され、2012年9月にジョルジュ・ゴンティエとマイクロソフトリサーチおよびINRIAの研究者によって発表された。

## 証明の概略
フェイト・トンプソン定理を直接記述するよりも、鈴木のCA定理を記述し、その後CN定理と奇数位数定理に必要な拡張について述べる方が簡単である。証明は3つのステップに分けられる。G をCA条件を満たす奇数位数の非可換（極小）単純群とする。

### ステップ1. 群Gの構造の局所解析
CA の場合、これは簡単である。なぜなら、「a は b と可換である」という関係が非単位元の集合上の同値関係になるからである。したがって、元は同値類に分けられ、各同値類は極大アーベル部分群の非単位元集合となる。これらの極大アーベル部分群の正規化群は、G の極大真部分群と全く同じになる。これらの正規化群はフロベニウス群であり、その指標理論は十分に明確で、指標帰納法を含む操作に適している。また、|G| の素因子の集合は、|G| の極大アーベル部分群の相異なる共役類の個数を割り切る素数に従って分割される。|G| の素因子を、 G の最大部分群 (共役を除いて) に対応する特定のホール部分群 (ホール部分群とは、位数と指数が互いに素な部分群) の共役類によって分割するこのパターンは、フェイト・ホール・トンプソンのCN定理の証明と フェイト・トンプソンの奇数位数定理の証明の両方で繰り返される。
各極大部分群 M には、M に含まれる正規化群を持つ特定の冪零ホール部分群 Mσ が存在し、その位数は特定の素数で割り切れる。それらの素数たちは集合 σ(M) を形成する。2 つの極大部分群が共役となるのは、 σ(M) が同じである場合に限り、また、共役でない場合、 σ(M) たちは交わらない。G の位数を割り切るすべての素数は、いずれかの σ(M) に含まれる。したがって、G の位数を割り切る素数たちは、極大部分群の共役類に対応する同値類に分割される。
CNの場合の証明は、CAの場合よりも既にかなり困難である。主な追加問題は、2つの異なるシロー部分群が単位元で交わることを証明することである。奇数位数定理の証明のこの部分は、100ページを超える論文を要している。重要なステップは、トンプソンの一意性定理の証明である。これは、正規階数が3以上のアーベル部分群は、ただ一つの最大部分群に含まれることを示しており、これは、シローp部分群の正規階数が高々2である素数pを個別に検討する必要があることを意味する。ベンダーは後に、ベンダーの方法を用いて一意性定理の証明を簡略化した。 CN の場合、結果として得られる極大部分群 M は依然としてフロベニウス群であるが、奇数位数定理の証明で生じる極大部分群はもはやこの構造を持つ必要はなく、その構造と相互作用を分析すると、I、II、III、IV、V型と呼ばれる 5 種類の極大部分群が出てくる。
I型の部分群は「フロベニウス型」であり、これはフロベニウス群の若干の一般化で、実際、証明の後半でフロベニウス群であることが示される。これらは {\displaystyle M_{F}\rtimes U} という構造を持つ。ここで、{\displaystyle M_{F}} は最大の正規冪零ホール部分群であり、Uは同じべき指数を持つ部分群 {\displaystyle U_{0}} を持ち、{\displaystyle M_{F}\rtimes U_{0}} は核 {\displaystyle M_{F}} を持つフロベニウス群である。II、III、IV、V型はすべて3ステップ群であり、{\displaystyle M_{F}\rtimes U\rtimes W_{1}} という構造を持つ。ここで、{\displaystyle M_{F}\rtimes U} はMの導来部分群である。II、III、IV、V型への分類は、部分群Uの構造と埋め込みによって以下のように決定される：
- II型: U は非自明なアーベル群であり、その正規化群は M に含まれない。
- III型: U は非自明なアーベル群であり、その正規化群は M に含まれる。
- IV型: U は非可換。
- V型: U は自明。

極大部分群の 2 つのクラスを除くすべてのクラスはI型だが、極大部分群の 2 つの追加クラス (II型 のクラスと、II、III、IV、または V型 のクラス) が存在する場合もある。

### ステップ2.Gの指標の理論
X が CA 群 G の最大アーベル部分群 A の正規化群 H の既約指標であり、その核が A を含まない場合、X を G の指標 Y に誘導することができるが、これは必ずしも既約ではない。G の構造が既知であるため、G の単位元を除くすべての元における Y の指標の値を容易に求めることができる。これは、X1 と X2 が H のそのような 2 つの既約指標であり、Y1 と Y2 が対応する誘導指標である場合、Y1 − Y2 は完全に決定され、そのノルムを計算すると、それが G の 2 つの既約指標の差であることが示されることを意味する (これらは H に関する G の例外指標と呼ばれることもある)。計数議論により、G のそれぞれの非自明な既約指標は、G のある最大アーベル部分群の正規化群に関連付けられた例外指標としてちょうど1回出現することが示される。
同様の議論（ただし、可換ホール部分群を冪零ホール部分群に置き換える）はCN定理の証明にも当てはまる。しかし、奇数位数定理の証明においては、Gの指標を部分群の指標から構成する議論ははるかに繊細であり、指標帰納法ではなく指標環の間のデイド等長変換を用いる。これは、最大部分群はより複雑な構造を持ち、より透明性の低い方法で埋め込まれているためである。デイド等長変換を拡張するために、例外指標の理論は指標の同調集合の理論に置き換えられる。大まかに言えば、この理論は、関係する群が特定の厳密な構造を持たない限り、デイド等長変換を拡張できると述べている。

### ステップ3. 最終的な矛盾
ステップ2によって、CA群Gの指標表の完全かつ正確な記述が得られる。これと、Gが奇数位数であるという事実を用いることで、|G|の推定値を得るのに十分な情報が得られ、Gが単純であるという仮定に矛盾が生じる。この議論はCN群の場合にも同様に当てはまる。
しかし、フェイト・トンプソン定理の証明においては、このステップは（いつものように）はるかに複雑になる。指標の理論は、ステップ1の後に残された可能な構成の一部のみを排除する。まず、I型の極大部分群はすべてフロベニウス群であることを示す。すべての極大部分群がI型である場合、CNの場合と同様の議論から、群Gは奇数位数の極小単純群にはなり得ないことが示される。したがって、II、III、IV、またはV型の極大部分群のクラスはちょうど2つ存在する。残りの証明の大部分は、これら2種類の極大部分群SとT、そしてそれらの関係に焦点を当てている。より指標理論的な議論から、これらがIV型またはV型には成り得ないことが示される。2つの部分群は厳密な構造を持つ：部分群 S は位数 pq×q×(p^q–1)/(p–1) であり、 位数 pq の有限体の基礎集合上のx→axσ+b の形のすべての自己同型から構成される。ここで a はノルム 1 を持ち、σ は有限体の自己同型であり、p と q は相異なる素数である。極大部分群 T は、p と q を逆にした同様の構造を持つ。部分群 S と T は密接に関連している。p>q とすると、S の位数 (p^q–1)/(p–1) の巡回部分群は、T の位数 (q^p–1)/(q–1) の巡回部分群のある部分群と共役であることがわかる。（特に、最初の数は2番目の数を割り切るので、フェイト・トンプソン予想が正しいとすれば、これは起こり得ないことを主張することになり、この時点で証明を終えるのにこれを使用することができる。しかし、この予想はまだ証明されていない。）
群 G に指標理論を適用することにより、G が次の構造を持つという結論が得られる: (p^q–1)/(p–1) が p–1 と互いに素であるような素数 p>q が存在し、G は半直積 PU によって与えられる部分群を持つ。ここで、P は位数 p^q の有限体の加法群であり、U はそのノルム 1 の元たちから成る。さらに、G は位数が p と素なアーベル部分群 Q を持ち、その Q には元 y であって、P_0 が Q を正規化し、(P_0)y が U を正規化するものがある。ここで、P_0 は位数 p の有限体の加法群である。 （p=2 の場合、群 SL2(2^q) にも同様の配置が見られ、PU は上三角行列がなすボレル部分群、Q は {\displaystyle \scriptstyle y=\left({\begin{smallmatrix}0&1\\1&1\end{smallmatrix}}\right)} によって生成される位数 3 の部分群である。）
この最後の状況を排除するために、トンプソンは生成元と関係式を用いた恐ろしく複雑な操作をいくつか使用したが、これは後に Peterfalvi (1984) によって簡略化された。 証明では、位数 p^q の有限体における元 a の集合で、a と 2–a がともにノルム 1 を持つものを調べる。まず、この集合には 1 以外の元が少なくとも 1 つあることを確認する。次に、群 G の生成元と関係式を用いたかなり難しい議論により、この集合は逆元をとる操作で閉じていることを示す。a がこの集合内にあり、1 に等しくない場合、多項式 N((1–a)x+1)–1 の次数は q であり、F_p の元 x によって与えられる少なくとも p 個の相異なる根を持つ。これは、x→1/(2–x) がこの集合をそれ自身に写像するため p≤q となり、仮定 p>q に矛盾する。

## 奇数性の使用
群 G の位数が奇数であるという事実は、証明のいくつかの箇所で、以下のように用いられている (Thompson 1963)。
- 奇数位数の群に対しては、ホール・ヒグマンの定理（英語版）はより強い結論になる。
- 奇数位数の群の場合、すべての非主指標は複素共役対に現れる。
- p群に関するいくつかの結果は、奇素数 p に対してのみ成立する。
- 奇数位数の群が階数 3 の基本アーベル部分群を持たない場合、その導来群は冪零である。(これは偶数位数の対称群 S4 では成立しない。)
- 指標理論に関するいくつかの議論は、小さな素数、特に素数 2 に対して成立しない。